# Festival de Cinema de Gante
O Festival Internacional de Cinema da Flandres-Gante (em neerlandês: Film Fest Gent, antigo Internationaal Film Festival van Vlaanderen – Gent) foi criado em 1974. Ocorre anualmente em outubro, na cidade belga de Gante, na Flandres. Uma das suas características é o seu foco à música original dos filmes, com destaque para os Prémios Mundiais de Banda Sonora. É considerado o festival de cinema mais importante da Bélgica. 

## Premiados

### Grande Prémio de melhor filme
| Ano  | Filme                                   | Título no Brasil    | Título em Portugal           | Diretor/Relizador           | Produção (país)         |
| ---- | --------------------------------------- | ------------------- | ---------------------------- | --------------------------- | ----------------------- |
| 2000 | Amores Perros                           | Amores Brutos       | Amor Cão                     | Alejandro González Iñárritu | México                  |
| 2001 | Atanarjuat                              |                     | Atanarjuat - O Corredor      | Zacharias Kunuk             | Canadá                  |
| 2002 | Mies vailla menneisyyttä                | O Homem sem Passado | O Homem sem Passado          | Aki Kaurismäki              | Finlândia               |
| 2003 | In America                              | Terra de Sonhos     | Na América                   | Jim Sheridan                | Irlanda                 |
| 2004 | Dare mo shiranai                        |                     | Ninguém Sabe                 | Hirokazu Koreeda            | Japão                   |
| 2005 | The Three Burials of Melquiades Estrada | Três Enterros       | Os Três Enterros de Um Homem | Tommy Lee Jones             | Estados Unidos / França |
| 2006 | Ten Canoes                              | Dez Canoas          |                              | Rolf de Heer                | Austrália               |
| 2007 | Die Fälscher                            | Os Falsários        | Os Falsificadores            | Stefan Ruzowitzky           | Áustria / Alemanha      |
| 2008 | Pazar: Bir Ticaret Masalı               | O Mercado           |                              | Ben Hopkins                 | Turquia / Alemanha      |
| 2009 | Einayim Petukhoth                       | Pecado da Carne     | De Olhos Bem Abertos         | Haim Tabakman               | Israel                  |
| 2010 | Die Fremde                              |                     | A Estrangeira                | Feo Aladag                  | Alemanha                |
| 2011 | Elena                                   |                     | Elena                        | Andrey Zvyagintsev          | Rússia                  |
| 2012 | Tabu                                    |                     | Tabu                         | Miguel Gomes                | Portugal                |
| 2013 | The Selfish Giant                       | O Gigante Egoísta   |                              | Clio Barnard                | Reino Unido             |
| 2014 | Gente de bien                           |                     |                              | Franco Lolli                | Colômbia                |
| 2015 | Ixcanul                                 |                     |                              | Jayro Bustamante            | Guatemala / França      |
| 2016 | A Quiet Passion                         | Além das Palavras   |                              | Terence Davies              | Reino Unido / Bélgica   |
| 2017 | Zagros                                  |                     |                              | Sahim Omar Kalifa           | Bélgica                 |

### Prémio do Público "Porto de Gante"
| Ano  | Filme | Título no Brasil | Título em Portugal             | Diretor/Relizador           | Produção (país) |
| ---- | ----- | ---------------- | ------------------------------ | --------------------------- | --------------- |
| 2014 | Pride |                  | Orgulho                        | Matthew Warchus             | Reino Unido     |
| 2015 | Black |                  | Black - Amor em Tempos de Ódio | Adil El Arbi, Bilall Fallah | Bélgica         |
| 2016 | Home  |                  |                                | Fien Troch                  | Bélgica         |